# Jegor Dmitrijewitsch Generalow
Jegor Dmitrijewitsch Generalow (russisch Егор Дмитриевич Генералов; * 24. Januar 1993 in Smarhon, Belarus) ist ein russischer Fußballtorwart.

## Karriere

### Verein
Generalow begann seine Karriere bei Lokomotive Moskau. Zur Saison 2011/12 wechselte er zum FK Dynamo Moskau. Zur Saison 2014/15 wurde er an den Drittligisten Saturn Ramenskoje. Für Saturn kam er während der Leihe zu 16 Einsätzen in der Perwenstwo PFL. Zur Saison 2015/16 wurde er an den ebenfalls drittklassigen FK Dynamo Sankt Petersburg weiterverliehen. Während dieser Leihe absolvierte er 22 Drittligapartien. Zur Saison 2016/17 verpflichtete ihn Dynamo Sankt Petersburg fest. In der Spielzeit 2016/17 kam er zu 19 Einsätzen in der Perwenstwo PFL, mit Dynamo stieg er zu Saisonende in die Perwenstwo FNL auf. Sein Zweitligadebüt gab er im Juli 2017 gegen FK Jenissei Krasnojarsk. In seiner ersten Zweitligasaison kam er zu 33 Saisoneinsätzen. Nach der Saison 2017/18 wurde die Dynamo aufgelöst und nach Sotschi umgesiedelt.
Daraufhin wechselte Generalow zur Saison 2018/19 zum ebenfalls zweitklassigen FK SKA-Chabarowsk. In Chabarowsk kam er zu 20 Zweitligaeinsätzen. Zur Saison 2019/20 wechselte er zum Ligakonkurrenten FK Chimki. In Chimki kam der Torwart bis zum Saisonabbruch zu neun Saisoneinsätzen. Am Ende der Spielzeit stieg er mit dem Verein die Premjer-Liga auf. In zwei Saisonen in der Premjer-Liga kam er aber nie zum Einsatz. Im Juli 2022 wechselte er nach Belarus zum FK Minsk.

### Nationalmannschaft
Der gebürtige Belarusse Generalow spielte ab 2009 für russische Jugendnationalauswahlen. Im November 2012 kam er zu einem Einsatz für die U-21-Mannschaft.